# Karl Gruber
Karl Gruber (Innsbruck, 3 maggio 1909 – Innsbruck, 1º febbraio 1995) è stato un ingegnere, diplomatico e politico austriaco.

## Biografia
Durante la Seconda guerra mondiale lavorò come ingegnere elettronico a Berlino in un laboratorio bellico e cercò di ritardare lo sviluppo di nuove invenzioni militari con modelli appositamente malfunzionanti. Già durante il conflitto Gruber partecipò alla resistenza antinazista: a Berlino diresse l'operazione Rosengarten ("giardino di rose") in cooperazione con il gruppo austriaco O5, e teneva segretamente contatti con le forze alleate. Sul finire della guerra tornò in Austria, dove nella primavera del 1945 assunse il comando della Tiroler Widerstandsbewegung ("movimento di resistenza tirolese") e riuscì a liberare Innsbruck dai nazisti prima dell'arrivo degli Alleati, caso unico nel Reich nazista.
Dopo la ricostituzione dell'indipendenza austriaca divenne nello stesso 1945 Landeshauptmann ossia presidente del Tirolo. Fondò l'Österreichische Staatspartei ("Partito di Stato austriaco"), che poi confluì nella ÖVP.
Dopo la conferenza degli stati federati austriaci nel 1945, Gruber fu chiamato a Vienna in qualità di rappresentante delle regioni occidentali (Vorarlberg, Tirolo, Salisburghese), e divenne ministro degli esteri nel primo governo Figl. Occupò quest'incarico fino al novembre 1953.
Gli stette sempre molto a cuore la "questione sudtirolese": non riuscendo a ottenere la riannessione del Tirolo meridionale (Alto Adige- Sudtirolo) all'Austria, si impegnò perché la provincia venisse dotata di una forte autonomia nel rispetto della minoranza austro-tedesca. Il 5 settembre 1946 Italia e Austria conclusero il trattato noto come accordo De Gasperi-Gruber.
Negli anni a seguire Gruber, fortemente filoamericano, contribuì alle trattative che sarebbero sfociate nella stesura dello Staatsvertrag, il "Trattato di Stato concernente il ripristino di un'Austria indipendente e democratica", firmato a Vienna il 15 maggio 1955.
A causa di dissapori nel partito popolare austriaco, nel 1953 si dimise da ministro degli esteri e fu inviato a Washington come ambasciatore. Ricoprì incarichi diplomatici a Berna, Bonn e Madrid. Fu presidente dell'IAEA.
Assunse anche l'incarico di ambasciatore straordinario nell'affare Waldheim. Fino alla morte fu consigliere di fiducia di politici di spicco. Fu anche presidente dell'istituto latinoamericano di Vienna.
Sposato con Helga Ahlgrimm, da cui non ebbe figli, visse fino a prima della morte nella sua casa nel terzo distretto di Vienna.
Passò gli ultimi anni della sua vita a Vienna e in Andalusia. Morì il 1º febbraio 1995 a Innsbruck. È sepolto nel Landesfriedhof Mariahilf.

## Carriera politica
- 26 settembre - 20 dicembre 1945: Sottosegretario di Stato agli Affari Esteri
- 20 dicembre 1945 - 26 novembre 1953: Ministro degli Esteri
- dal 1954 al 1966 e dal 1969 al 1972: ambasciatore d'Austria a Washington, Madrid, Bonn e Berna
- 19 aprile 1966 - 31 maggio 1969: Segretario di Stato alla Cancelleria